# Cecilio Raúl Berzosa Martínez
brasão
Cecilio Raúl Berzosa Martínez (Aranda de Duero, Espanha, 22 de novembro de 1957) é um clérigo espanhol e bispo católico romano emérito de Ciudad Rodrigo.
Cecilio Raúl Berzosa Martínez recebeu o sacramento da ordenação pela Arquidiocese de Burgos em 8 de novembro de 1982 por meio do Papa João Paulo II.
Em 22 de março de 2005, João Paulo II o nomeou bispo titular de Arcavica e o nomeou bispo auxiliar em Oviedo. O arcebispo de Oviedo, Carlos Osoro Sierra, concedeu-lhe a ordenação episcopal a 14 de maio do mesmo ano; Os co-consagradores foram o Arcebispo Emérito de Oviedo, Gabino Díaz Merchán, e o Arcebispo de Burgos, Francisco Gil Hellín, e o Arcebispo Emérito de Burgos, Santiago Martínez Acebes.
Em 2 de fevereiro de 2011, o Papa Bento XVI o nomeou bispo de Ciudad Rodrigo. A posse ocorreu em 9 de abril do mesmo ano.
Em 15 de junho de 2018, o Papa Francisco colocou o Bispo Berzosa em licença da liderança da diocese. Ele nomeou Francisco Gil Hellín, Arcebispo Emérito de Burgos, Administrador Apostólico sede plena et ad nutum Sanctae Sedis. Em 16 de janeiro de 2019, o Papa Francisco aceitou a renúncia antecipada apresentada pelo Bispo Berzosa por motivos pessoais.